# جماعة أكسفورد
مجموعة أكسفورد منظمة مسيحية (عُرفت لأول مرة باسم الزمالة المسيحية للقرن الأول) أسسها الوزير اللوثري الأمريكي فرانك بوخمان في عام١٩٢١. اعتقد بوخمان أن الخوف والأنانية هما أصل كل المشاكل. علاوة على ذلك، اعتقد بوخمان أن حل العيش مع الخوف والأنانية هو "تسليم المرء حياته لخطة الله".
كان بوخمان قد مر بتجربة التحول في كنيسة إنجيلية في كيسويك، إنجلترا، عندما حضر خطبة حاسمة لجيسي بن لويس في سياق اتفاقية كيسويك عام ١٩٠٨. في وقت لاحق، ولكن بالنسبة له كنتيجة لتلك التجربة، عندما استقال من وظيفة بدوام جزئي في مدرسة هارتفورد الإكليريكية في عام١٩٢١، وجد حركة تسمى زمالة القرن الأول المسيحية. بحلول عام ١٩٢٨، أصبحت الزمالة تُعرف باسم مجموعة أكسفورد أو مجموعات أكسفورد.
تمتعت مجموعة أكسفورد بشعبية واسعة ونجاح في الثلاثينيات. في عام ١٩٣٢، قال رئيس أساقفة كانتربري، كوزمو لانغ، في تلخيصه لمناقشة مجموعات أكسفورد مع أساقفته الأبرشية: "توجد هنا هدية تحتاجها الكنيسة بشكل واضح".
بعد ذلك بعامين، أشاد رئيس أساقفة يورك، ويليام تمبل، بمجموعات أكسفورد: "التي تُستخدم لإثبات قدرة الله على تغيير الحياة وإعطاء الشهادة الشخصية مكانتها في التلمذة الحقيقية".
أثرت مبادئ وممارسات مجموعة أكسفورد الأمريكية بشكل كبير على خطوات مدمني الكحول المجهولين. في حين أن إبي ثاشر ليس المدمن الوحيد على الكحول الذي توقف عن التعاطي في مجموعة أكسفورد، فقد أدى توقفه إلى توقف بيل ويلسون كذلك. في النهاية، أدت جهود بيل ويلسون في حمل "الحل الروحي" للمجموعة إلى معاناة مدمني الكحول إلى توقف الدكتور بوب عن التعاطي في عام ١٩٣٥. توقف بيل ويلسون والدكتور بوب عن التعاطي بعد فترة وجيزة من تأسيس شركة "مدمنو الكحول المجهولون"
في عام ١٩٣٨، أعلن بوخمان عن الحاجة إلى "إعادة التسلح الأخلاقي" وأصبح هذا التعبير الاسم الجديد لحركة مجموعات أكسفورد. ترأس بوخمان فريق إعادة التسلح الأخلاقي لمدة ٢٣ عامًا حتى تقاعده في عام ١٩٦١.
وفي عام ٢٠٠١، تغير اسم الحركة إلى مبادرات التغيير.

## فرانك بوكمان
على الرغم من أن فرانك بوخمان كان في الأصل لوثريًا، فقد تأثر بشدة بحركة الحياة العليا التي كانت أقوى إسهاماتها في التبشير بالإنجيل في بريطانيا اتفاقية كيسويك.
درس بوخمان في كلية موهلينبيرج في ألينتاون، بنسلفانيا وفي المدرسة اللاهوتية اللوثرية في فيلادلفيا ورُسم وزيراً لوثرياً في يونيو 1902. بعد أن كان يأمل في استدعائه إلى كنيسة مدينة مهمة، قبل دعوته إلى أوفربروك، إحدى ضواحي فيلادلفيا المتنامية، وتعيينه وزيرًا للكنيسة اللوثرية. رتب لاستئجار واجهة متجر قديمة لمكان للعبادة، وعاش في الطابق العلوي.
بعد زيارته إلى أوروبا، قرر إنشاء نزل (يسمى "دار العجزة") للمعاقين عقليًا في أوفربروك، على غرار مستعمرة فريدريش فون بودلشفينغ للمرضى العقليين في بيليفيلد (ألمانيا) واستلهامًا من مؤسسة توينبي هول الخيرية في لندن الشرقية.
نشأ الصراع مع مجلس رعاية المسنين. حسب بوخمان، كان الخلاف بسبب "عدم رغبة" مجلس الإدارة في تمويل دار العجزة بشكل كافٍ. ومع ذلك، فإن اللجنة المالية لهيئة الكنيسة اللوثرية في ولاية بنسلفانيا، والمعروفة أيضًا باسم وزارة بنسلفانيا، التي أشرفت على الميزانية، لم يكن لديها أموال لتعويض عجز مستمر وأرادت أن تكون دار العجزة ذات دعم ذاتي. استقال بوخمان.
أخذ بوخمان نصيحة طبيبه وهو مرهق ومكتئب بقضاء إجازة طويلة في الخارج، وهكذا حضر بوخمان، الذي كان لا يزال في حالة اضطراب بسبب استقالته، مؤتمر كيسويك في عام ١٩٠٨ على أمل مقابلة القس ف.ب.ماير، أحد الأشخاص المميزين في اتفاقية كيسويك وأحد المدافعين الرئيسيين عن إمضاء بعض الوقت الهادىء كوسيلة "للإلهام من الله".
لسوء الحظ -أو لحسن الحظ- لم يكن ف.ب ماير حاضرًا، واختار فرانك بوخمان حضور خطبة بدلاً من ذلك، والتي أصبحت "تجربة غيرت حياته" بالنسبة له.
كتب بوخمان رسائل اعتذار لأعضاء مجلس الإدارة الستة طالبًا العفو منهم لإيواء سوء النية. اعتبر بوخمان هذه تجربة أساسية وفي السنوات اللاحقة كثيرًا ما أشار إليها مع أتباعه.
نشر ماير سر الإرشاد في عام ١٨٩٦.
وكان من شعاراته: "لا يمضي يوم دون فترة الصمت انتظارًا أمام الله". قام ماير شخصيًا بتدريب بوخمان على "التوجيه اليومي".
كان لاهوت اتفاقية كيسويك في ذلك الوقت عمل في حركة القداسة بفكرتها، المستمدة في الأصل من المنهجية، لعمل النعمة الثاني الذي سيسمح بـ "التقديس الكامل": المسيحيون الذين يعيشون "في اتحاد وثيق مع المسيح" كذلك يمكن أن يظلوا "خاليين من الخطيئة" من خلال الروح القدس.
هذا هو المكان الذي ينبع منه تأكيد بوخمان (ازدراء للعديد من الآذان اللوثرية أو الإصلاحية) بأن "الطبيعة البشرية يمكن أن تتغير". كان التأكيد الآخر هو " أن المعايير الأخلاقية المطلقة تنتمي إلى القداسة"، على الرغم من أن هذه الصيغة التي استخدمها بوخمان قد صاغها المبشر الأمريكي المشيخي روبرت إليوت سبير.
من عام ١٩٠٩ إلى عام ١٩١٥، كان بوخمان سكرتير جمعية الشبان المسيحية في جامعة ولاية بنسلفانيا. على الرغم من مضاعفة العضوية "في جمعية الشبان العضوية" بسرعة إلى ٧٥٪؜ من الجسم الطلابي، فإنه كان غير راضٍ، متسائلاً عن مدى عمق التغييرات. كما أن استهلاك الكحول في الكلية، على سبيل المثال، لم يتأثر. خلال هذا الوقت بدأ ممارسة "وقت الهدوء" اليومي.
التقى بوخمان أخيرًا بفريدريك بروذرتون ماير، الذي سأل بوخمان في أثناء زيارته للكلية: "هل تدع الروح القدس يرشدك في كل ما تفعله؟" أجاب بوخمان أنه صلى بالفعل وقرأ الكتاب المقدس في الصباح. "ولكن"، أصر ماير، "هل تمنح الله وقتًا كافيًا متواصلًا حقًا ليخبرك بما يجب عليك فعله؟". يبدو أنه كان هناك تأثير حاسم آخر لأستاذ اللاهوت بجامعة ييل هنري بيرت رايت (١٨٧٧-١٩٢٣ ) وكتابه عام ١٩٠٩ إرادة الله وعمل الإنسان، والذي تأثر بفريدريك بروذرتون ماير وهنري دروموند، من بين آخرين.